# تيموثي كول
تيموثي كول (بالإنجليزية: Timothy Cole) هو رسام أمريكي، ولد في 1852 في لندن في المملكة المتحدة، وتوفي في 17 مايو 1931.